# Distretto di Thunder Bay
Il distretto di Thunder Bay è un distretto dell'Ontario in Canada, nella regione dell'Ontario nordoccidentale. Al 2006 contava una popolazione di 149.063 abitanti. Il suo capoluogo è Thunder Bay.